# Adjaria
Adjaria (georgiană აჭარა), oficial Republica Autonomă Adjaria (აჭარის ავტონომიური რესპუბლიკა), este a doua republică autonomă în cadrul Georgiei, și a fost proclamată după tratatul de la Kars (1921) între Turcia kemalistă și Rusia sovietică, pe teritoriul vilaietului otoman Batum (actualul Batumi).

Adjaria e cunoscută și ca Ajara, Adjara, Ajaria, Adzharia, Aciaria și Ajaristan. În cadrul Uniunii Sovietice, ea era denumită Republica Autonomă Socialistă Sovietică Adjară (RASS Adjară).

## Adjari
Ankara, cedând Moscovei acest ținut încă în timpul războiului ruso-turc din 1877-1878, a dobândit un statut autonom pentru localnicii – adjari, o subetnie georgiană de religie musulmană în cadrul RSS Georgiene. Însă ultimii ani s-a intensificat misionarismul creștin sub protecția autorităților centrale georgiene.

## Autonomie
Autonomia, cu suprafața de 2 880 km2, are o populație de 333 953 de locuitori, iar în capitala ținutului, Batumi (152 839), se afla o bază militară rusească.

## Dominația rusească
În 1883, când s-a inaugurat calea ferată Baku-Tiflis-Batum, Batumul a devenit al treilea marele oraș din Caucaz după acestea. Un mare eveniment în istoria Adjariei a fost construirea oleoductului Baku-Batumi (1897-1907). În aprilie-decembrie 1918 Adjaria a fost iar lipită la Imperiul otoman, în urma Georgiei unde se bucura de statutul autonomiei.

## Semi-independență

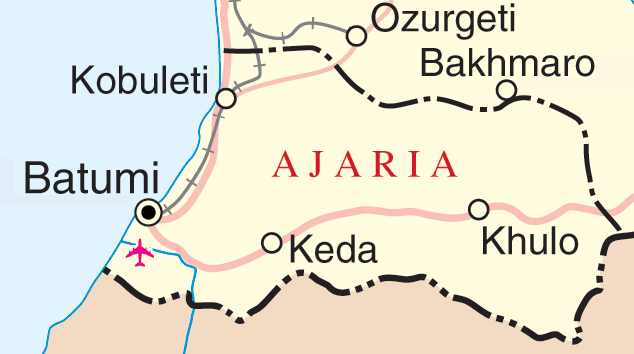
Harta Republicii Autonome Adjaria

Tensiunile geopolitice s-au ivit aici după venirea lui Aslan Abașidze, urmașul unei familii cunoscute în acest ținut, derivate de pașalele Batumului Abașidze (din 1463), la conducerea republicii. Bunicul lui, scriitorul Mehmed Abașidze, a fost președintele Medjlisiului (parlamentului) Adjaristanului (Adjariei) (1918-1921). Însă noul lider avea relații speciale cu Moscova și nu cu Ankara, controlând veniturile din portul Batumi și din vama Sarpi de la granița cu Turcia. A. Abașidze era prieten din copilărie cu primul președintele al Georgiei, Zviad Gamsahurdia, iar venirea lui în iulie 1991 la putere nu a fost greu de realizat. În octombrie 1991, vama Sarpi de la granița cu Turcia a fost luată sub jurisdicția republicii autonome, și de atunci înainte doar 30% din veniturile obținute erau transferate la bugetul central. În martie 1992, când a căzut guvernul din Tbilisi, A. Abașidze l-a părăsit pe Z. Gamsahurdia, trecând de partea rebelilor, și a recunoscut Sfatul Militar și guvernul provizoriu, iar prin prezența tancurilor rusești nu a lăsat nici forțele pro-prezidențiale și nici pe rebelii care le urmăreau să traverseze frontiera Adjariei. Abașidze, terminând cu grupările paramilitare autonomiste și de mafioți, mai ales după războiul civic din Georgia, a devenit un suveran semi-independent (1992). El a fost autorul stemei și steagului republicii autonome. După alegerea lui Eduard Șevardnadze în postul cel mai înalt din țară el a devenit vice-președintele parlamentului georgian. De atunci A. Abașidze era considerat un rival foarte important la postul președintelui. Mișcarea «Agordzineba» («Renașterea»), a cărui lider era Abașidze, a început să joace un rol important în politica țării. Războiul rece între Abașidze și Șevardnadze a durat ani de zile și prin sprijinul rușilor Adjaria practic nu se supunea guvernului central din Tbilisi. În 1996, liderul adjar a câștigat o victorie zdrobitoare la alegerile din autonomie. În 1998, relațiile dintre Batumi și Tbilisi s-au agravat dramatic, el l-a acuzat pe premierul georgian Zurab Jvania de complot împotriva lui și, mai târziu, într-un mod ciudat, președintele Georgiei, E. Șevardnadze, a scăpat viu, ca prin minune, de un alt complot.

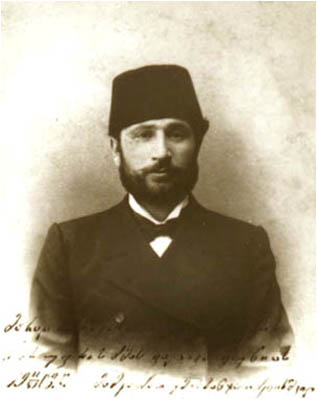
Mehmet Abașidze, liderul Adjaristanului (1918-1921)

## Instaurarea jurisdicției georgiene
A. Abașidze era un lider laic, iar în timpul domniei lui în Adjaria au fost inaugurate 62 geamii și 4 biserici ortodoxe, întrucât o mare parte din populația orașului Batumi era alcătuită de ruși. După «Revoluția de catifea» din Georgia (2003), pozițiile liderului adjar au slăbit, iar noul președinte Mihail Saakașvili a hotărât să ia măsuri în privința lui Abașidze. Prin ajutorul președintelui în Adjaria a fost înființat organizația tineretului «Kmara» («Ajunge») care a fost motorul înlăturării lui Abașidze. Temându-se de pericol, Abașidze a aruncat în aer podul principal de la granița administrativă dintre Adjaria și Georgia. În urma unor lungi acțiuni de protestare și negocieri în care s-au implicat SUA și Rusia, Abașidze a decis să părăsească Adjaria și a fugit la Moscova. Armata georgiană a intrat în Batumi și drepturile autonomiei a fost limitate. O parte din conturile în bănci ale liderului adjar și bunurile lui au fost confiscate de guvernul central.